# Vegard Stake Laengen
Vegard Stake Laengen (Oslo, 7 febbraio 1989) è un ciclista su strada norvegese che corre per l'UAE Team Emirates XRG. È professionista dal 2012.

## Carriera
Ciclista fisicamente imponente, nel 2011 è vice-campione norvegese nella prova in linea élite, e conquista la medaglia di bronzo ai campionati europei di Offida nella prova a cronometro Under-23. Nello stesso anno è anche quarto al Tour de l'Avenir, una delle più importanti corse a tappe riservata agli Under-26.
Debutta da professionista nel 2012 con il Team Type 1-Sanofi; in stagione vince una tappa al Tour de Beauce in Canada e partecipa alla gara olimpica in linea di Londra, terminando la prova. Dopo due anni in maglia Bretagne-Séché Environnement, nel 2015 ottiene tre successi in gare UCI, una tappa e l'affermazione nella classifica finale del Tour Alsace e una frazione al Ronde de l'Oise, con secondo posto nella generale finale, il terzo posto ai campionati norvegesi in linea e il secondo posto alla Chrono Champenois.
Nel 2016 passa alla formazione World Tour IAM Cycling e conferma le sue doti da ottimo cronoman sia con il secondo posto ai campionati nazionali della specialità sia al Giro d'Italia, con il terzo posto nella frazione contro il tempo di Greve in Chianti, una prova molto dura corsa sulla distanza di oltre 40 chilometri e corsa con avverse condizioni atmosferiche. Nello stesso anno prende parte anche alla prova in linea dei Giochi olimpici di Rio de Janeiro e alla Vuelta a España.
Nel 2017 firma un contratto con l'UAE Team Emirates di Giuseppe Saronni. L'anno dopo conclude secondo in una tappa della Volta Ciclista a Catalunya e si laurea campione nazionale in linea vincendo in solitaria sul traguardo di Sandefjord.
Nel corso della sua carriera ha preso parte ai Campionati del mondo, a tutti e tre i Grandi giri e a tutte e cinque le Classiche monumento. Risiede a Nizza e ha un fratello gemello di nome Øystein che ha corso dal 2008 al 2014 ma con minore fortuna.

## Palmarès
- 2009 (Joker, una vittoria)

1ª tappa Oslo Sykkelfestival (Oslo > Oslo, cronometro)
- 2010 (Joker, una vittoria)

Classifica generale Giro della Regione Friuli Venezia Giulia
- 2012 (Team Type 1, una vittoria)

5ª tappa Tour de Beauce (Québec City > Québec City)
- 2015 (Joker, tre vittorie)

3ª tappa Tour Alsace (Ribeauvillé > Le Markstein)
Classifica generale Tour Alsace
3ª tappa Ronde de l'Oise (Pont-Sainte-Maxence > Pont-Sainte-Maxence)
- 2018 (UAE Team Emirates, una vittoria)

Campionati norvegesi, Prova in linea

## Piazzamenti

### Grandi Giri
- Giro d'Italia

2016: 83º
2018: 102º
2024: 75º
- Tour de France

2017: 127º
2019: 107º
2020: 82º
2021: 112º
2022: non partito (8ª tappa)
2023: 102º
- Vuelta a España

2016: 81º
2018: 107º

### Classiche monumento
- Milano-Sanremo

2012: ritirato
2017: 135º
2025: 167º
- Giro delle Fiandre

2016: 70º
2017: ritirato
2019: 121º
2020: ritirato
2021: 105º
2022: ritirato
2023: 69º
2024: ritirato
- Parigi-Roubaix

2013: 93º
2014: ritirato
2019: ritirato
2021: ritirato
2022: 71º
2023: 44º
- Liegi-Bastogne-Liegi

2012: 95º
2016: 129º
2021: 132º
2022: 112º
2023: ritirato
2025: ritirato
- Giro di Lombardia

2016: ritirato

### Competizioni mondiali
- Campionati del mondo

Varese 2008 - In linea Under-23: 48º
Mendrisio 2009 - In linea Under-23: ritirato
Geelong 2010 - In linea Under-23: 30º
Goteborg 2011 - Cronometro Under-23: 29º
Goteborg 2011 - In linea Under-23: 40º
Richmond 2015 - Cronometro Elite: 37º
Richmond 2015 - In linea Elite: 72º
Doha 2016 - Cronometro Elite: 23º
Doha 2016 - In linea Elite: ritirato
Bergen 2017 - In linea Elite: 77º
Innsbruck 2018 - In linea Elite: 43º
Yorkshire 2019 - In linea Elite: ritirato
Imola 2020 - In linea Elite: ritirato
Fiandre 2021 - In linea Elite: 34º
- Giochi olimpici

Londra 2012 - In linea: 77º
Rio de Janeiro 2016 - In linea: 50º
- UCI World Tour

2016: 185º

### Competizioni continentali
- Campionati europei di ciclismo su strada

Hooglede-Gits 2009 - In linea Under-23: 55º
Offida 2011 - Cronometro Under-23: 3º
Offida 2011 - In linea Under-23: 12º
- UCI Europe Tour

2010: 293º
2011: 191º
2012: 609º
2013: 204º
2014: 663º
2015: 56º
- UCI America Tour

2012: 269º